# Chapchal
Le Chapchal (en russe : Шапшал) est un massif montagneux de Russie à la frontière de la république de l'Altaï et de celle de Touva. Il marque le partage des eaux des rivières du système de l'Ob, comme le Tchoulychman, et de celles qui sont les affluents gauches de l'Iénisseï, comme les rivières Alach (de) et Khemtchik. La longueur du massif est de 150 kilomètres. Il culmine à 3 507 mètres d'altitude.

## Géographie

### Topographie
Le Chapchal est un chaînon étroit d'environ 20 kilomètres de largeur qui s'étend vers le sud sur 150 kilomètres. Il est délimité au nord par l'arc de Saïan aux monts du Petit Abakan, et au sud par le Tsagan-Chibetou. Le Chapchal est délimité à l'est par des hauteurs montagneuses peu élevées en direction du sud, avec le mont Kozer, le mont Moïnalykn, etc., et en largeur avec le mont Tyrvangoï, le mont Mozour-Taïga et le Haut Mont (Vissoky).
Le massif est surtout formé de micaschistes et ses pentes sont surtout recouvertes de toundra alpine, tandis que la forêt de feuillus se retrouve dans les vallées.
Les reliefs sont de forme alpine avec des cols situés entre 2 700 et 3 300 mètres d'altitude. Une dizaine de sommets dépasse les 3 300 mètres d'altitude, représentant un intérêt sans cesse renouvelé pour les alpinistes (difficulté de 1A à 2B[Quoi ?]).
Le col de Kyzylbalkhach (2 213 mètres), connu des randonneurs, se trouve au nord du massif à la limite de la république de Touva, de la république de l'Altaï et de la Khakassie.

### Hydrographie
C'est sur son versant oriental que prennent naissance la rivière Khemtchik et nombre de ses affluents. Le plus importants sont l'Alach, la rivière Choui et la rivière Tchoon-Khem. Les affluents droits du Tchoulychman prennent leur source sur le versant occidental du massif. Ce sont entre autres le Saïgonych, l'Ouzoun-Oyouk, l'Oïn-Orou, le Toutou-Oyouk.
Il existe également vingt-sept glaciers recouvrant une surface totale de 11 km2.

## Source
- (ru) Cet article est partiellement ou en totalité issu de l’article de Wikipédia en russe intitulé « Шапшальский хребет » (voir la liste des auteurs).